# Cavernularia dedeckeri
Cavernularia dedeckeri är en korallart som beskrevs av Williams 1989. Cavernularia dedeckeri ingår i släktet Cavernularia och familjen Veretillidae. Inga underarter finns listade i Catalogue of Life.